# بيتينا كارلوس
بيتينا كارلوس هي ممثلة فلبينية، ولدت في 25 ديسمبر 1987 في ماكاتي في الفلبين.

## وصلات خارجية
- بيتينا كارلوس على موقع IMDb (الإنجليزية)
- بيتينا كارلوس على موقع قاعدة بيانات الفيلم (الإنجليزية)